# 世界足球 实况胜利十一人3
《世界足球 实况胜利十一人3》是一款由科乐美公司制作和发行的足球类游戏。本游戏于1998年8月11日在北美地区PlayStation发行，于1998年11月12日在日本地区发行。本游戏在1999年以《世界足球 实况胜利十一人3 最终版》为名在日本地区发行，此版本进行了略微改进。
游戏的队伍扩展至54个队伍。每个球队的人数扩展至18人。增加了全明星赛。游戏的设置中可以改动球员的名字。
本游戏在英国和日本成为了销量最高的游戏。